# توم غريس
توم غريس (بالإنجليزية: Tom Grace)‏ هو لاعب اتحاد الرغبي أيرلندي، ولد في 24 أكتوبر 1948 في دبلن في جمهورية أيرلندا.

## روابط خارجية
- توم غريس عل موقع إسبنسكروم (الإنجليزية)